# Opel Kadett
De Opel Kadett was een compacte auto van de Opel-fabriek, die toen Europees onderdeel was van General Motors. Er werden twee versies voor de Tweede Wereldoorlog en vijf versies daarna gebouwd. De versies van voor de Tweede Wereldoorlog vormden de basis voor het Russische Moskvitsj. De versies B tot en met E waren vrijwel ieder jaar van hun productie het best verkochte automodel van Nederland.

## Chronologie

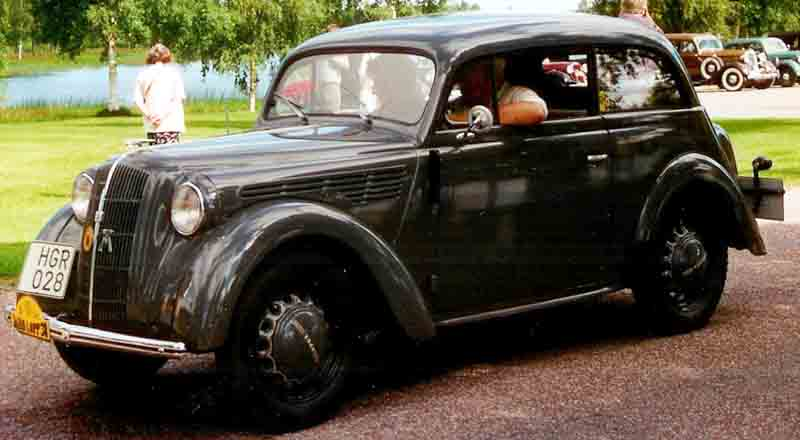
Kadett I, 1937

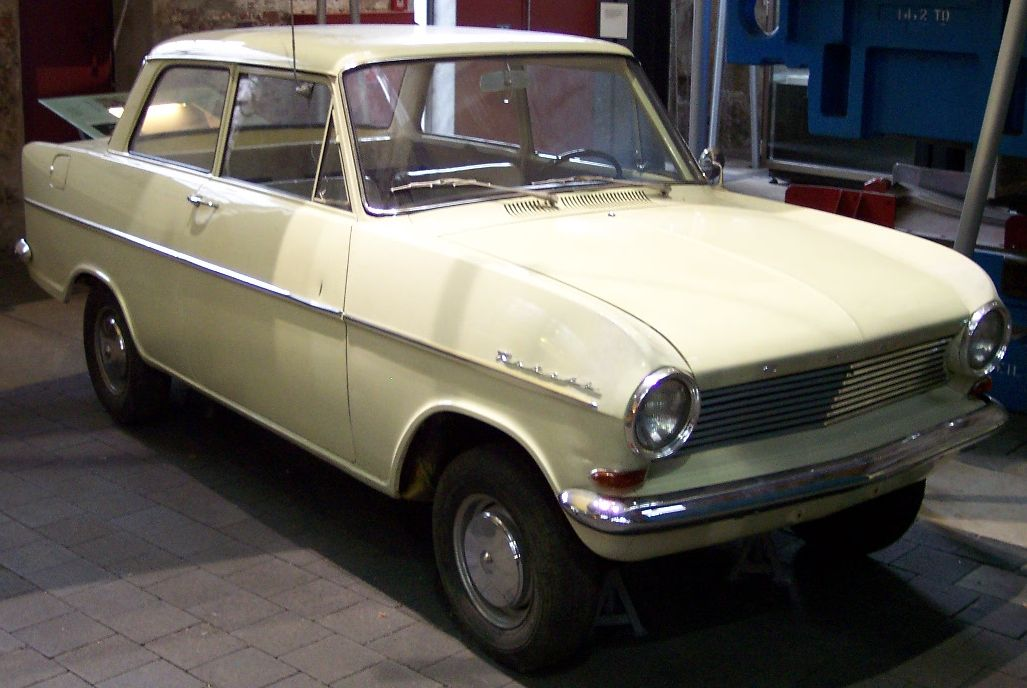
Kadett A

- Kadett I, 1937 tot 1938
- Kadett II, 1938 tot 1940
- Kadett A, 1962 tot 1965
- Kadett B, 1965 tot 1973
- Kadett C, 1973 tot 1979
- Kadett D, 1979 tot 1984
- Kadett E, 1984 tot 1993

## Geschiedenis

### Kadett I en II
Nadat tussen 1928 en 1931 Adam Opel AG volledig in handen was gekomen van General Motors, werden nieuwe modellen uitgebracht die deels gebaseerd waren op Amerikaanse inzichten in productieprocessen en techniek. Een voor die tijd uiterst modern ontwerp, het eerste productiemodel met volledig zelfdragende carrosserie, werd gelanceerd in 1936 met de naam "Opel Olympia", ter gelegenheid van de Olympiade van Berlijn.
In die tijd had de NSDAP van Adolf Hitler het plan opgevat een "volkswagen" te bouwen. Hiervoor konden Duitse arbeiders via de organisatie Kraft durch Freude zegels sparen, om uiteindelijk voor 999 Reichsmark een auto te bemachtigen. Echter was de Volkswagen in de jaren 30 niet vrij leverbaar. Voor wie toch een betaalbare, volwaardige auto wilde introduceerde Opel in 1937 een eenvoudiger versie van de Olympia en noemde hem Kadett. Net als de Olympia had de Kadett een lichte, zelfdragende carrosserie maar hij was zwakker gemotoriseerd en had een iets kortere wielbasis.
Versie I was uitgerust met de 1100cc-viercilinder-zijklepmotor van de Opel P4, in versie II werd vanaf 1938 een splinternieuwe 1300cc-OHV-motor ingebouwd, die deel uitmaakte van de in de VS ontwikkelde vier- en zescilinder-motorenreeks die tot de jaren 60 geleverd zou worden. Een bijzonderheid aan de viercilinder was de viermaal gelagerde krukas - tussen de tweede en derde cilinder zorgde een contragewicht op de krukas voor goede loopeigenschappen. De nieuwe motor was elastisch genoeg om de vierversnellingsbak te vervangen door een drieversnellingsbak.
De Kadett was een succes met prijzen tussen 1750 en 2000 Reichsmark. Nog altijd meer dan de Volkswagen, maar er hoefden ten minste geen KdF-zegeltjes voor te worden gespaard. Tot 1940 zijn er 107.000 afgeleverd. Bij het uitbreken van de Tweede Wereldoorlog werden alle fabrieken van Opel geconfisqueerd en ingezet voor oorlogsproductie, in oktober 1940 liep de laatste vooroorlogse Kadett van de band.
Terwijl de Opelfabrieken in Rüsselsheim in 1944-1945 praktisch werden vernietigd, kwam de Kadett-fabriek in Brandenburg vrijwel ongeschonden in handen van de Sovjet-Unie als deel van de herstelbetalingen. Toen in 1948 General Motors haar Duitse bezittingen weer in handen kreeg, zag zij nooit meer de Kadett-productielijn terug. Door de Sovjet-Unie werd in een nieuw gebouwde fabriek bij Moskou de Moskvitsj 400 geproduceerd, die vanaf 1950 ook naar West-Europa werd geëxporteerd. Sommige importeurs verwezen zelfs naar de goede onderdelenvoorziening van Opel. De Moskvitch 400 op basis van de vooroorlogse Opel Kadett bleef tot 1959 in productie, toen zij door een nieuw – volledig Russisch – ontwerp werd vervangen.

### Kadett A
De Opel Kadett werd in 1962 geïntroduceerd als een compacte gezinsauto. De auto was vrij spartaans uitgevoerd en was gebouwd om de concurrentie met de Volkswagen Kever aan te gaan. Tegenover alle min of meer verouderde eigenschappen van de Kever zette Opel zwaar in: een stille, watergekoelde motor voorin, een laag verbruik, een goed werkende verwarming, een flinke kofferruimte, meer comfort, veel glas en moderne kleuren en lijnen. Met zijn korte eerste en tweede versnelling was de Kadett in het stadsverkeer ook sportiever dan de Kever. Als auto bedoeld voor de gewone man was de Kadett zuinig, onderhoudsvriendelijk en robuust.

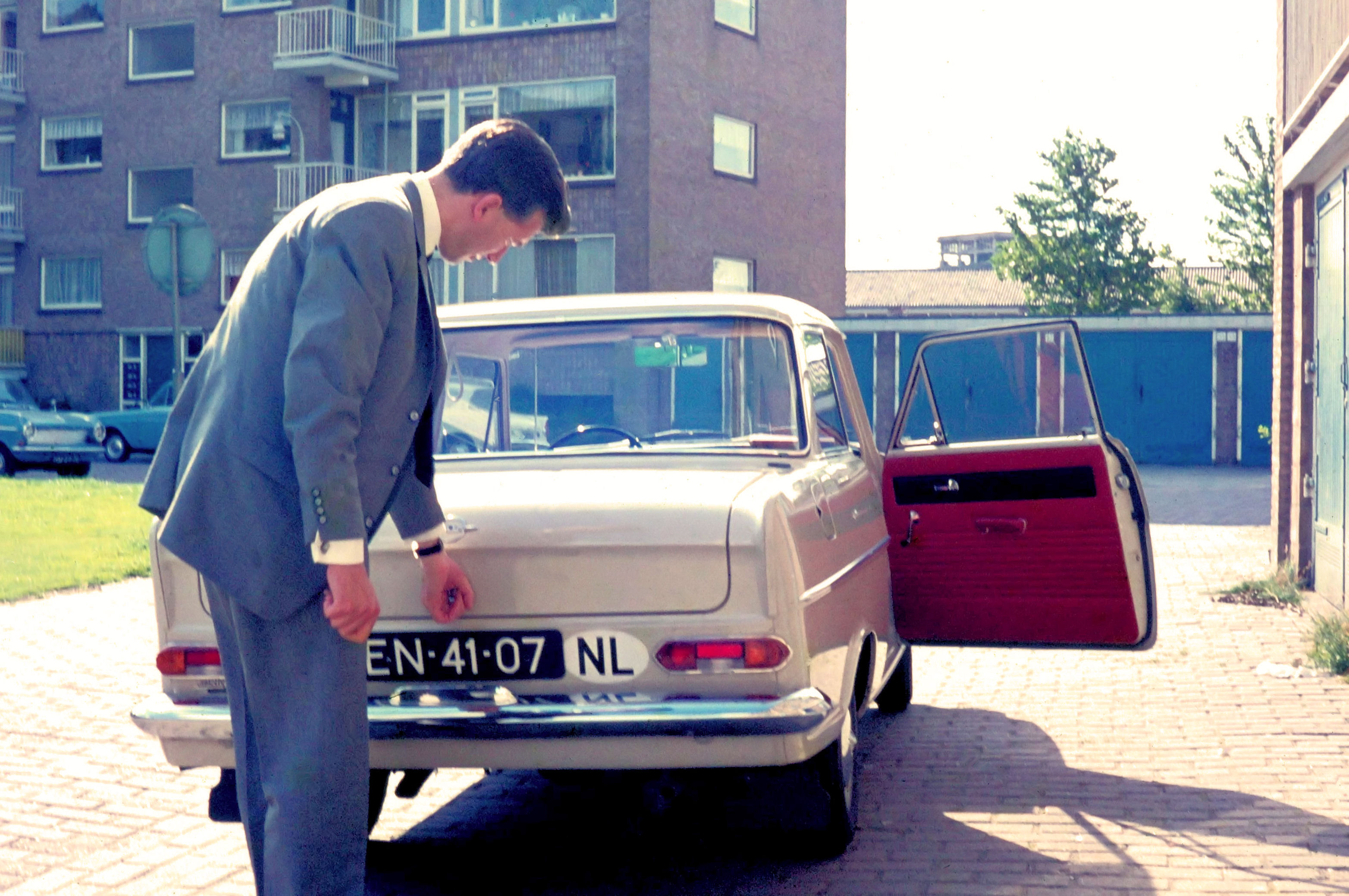
Kadett A 1965

Oudgediende Karl Stief (de ontwerper van de vooroorlogse Olympia) had de leiding over het project, chefingenieur Hans Mersheimer (de ontwerper van de Rekord A) ontwierp het concept. De ontwerpfase werd uiterst geheim gehouden, zelfs nu is er weinig bekend over de ontwikkeling.
Voor de productie van de Kadett werd in twee jaar tijd een geheel nieuwe Opelfabriek gebouwd in Bochum, mede als arbeidsvoorziening voor voormalige mijnwerkers. Daarom werd de Kadett in de volksmond wel "Kumpel" (Kompel) genoemd. Later zouden ook bij General Motors Antwerpen, Kadetts van de band lopen om aan de vraag te voldoen.
De slogan van Opel voor de introductie van de Kadett was: Opel Kadett ist OK! De testverslagen bevestigden dit; gezien de lage prijs en ten opzichte van de concurrentie bood de Kadett begin jaren zestig voldoende veiligheid, rijplezier en betrouwbaarheid. Als minpunt werd de zijwindgevoeligheid genoemd.
Opel bouwde voor de Kadett haar eerste naoorlogse nieuwe benzinemotor. De 95 kilo wegende 1.0N motor van 993cc leverde 40 pk. De 1.0S-motor haalde met een verhoogde compressie 48 pk. De krukas was driemaal gelagerd. Door de nokkenas hoog in het blok te plaatsen en gebruik te maken van zeer korte stoterstangen en (Chevrolet-patent) sferische plaatstalen tuimelaars kon probleemloos 5000 tpm worden volgehouden, waarmee de auto langdurig op topsnelheid kon worden gereden zonder schade. Het motorconcept zou 30 jaar lang in alle kleinere Opelmodellen dienstdoen. De volledig gesynchroniseerde vierversnellingsbak had een lange uitgaande askoker die scharnierde in een subframe met kruiskoppeling onder de achterbank, die tevens de achterste motorsteun was. De bladveren van de achteras namen ook de langskrachten op, de vooras had een dwarse bladveer en een tandheugelstuurinrichting. De trommelremmen in de 12-inch velgen waren gelijk aan die van de Rekord en daarmee ruim voldoende voor de 690 kg lichte wagen.
In maart 1963 werd een stationcar / bestelwagen leverbaar, in maart 1963 een coupé.
De Kadett was in een standaard en een luxe uitvoering leverbaar, de laatste te herkennen aan een fraaiere grille, een tweekleurig interieur, tapijt, klokje en naar wens tweekleurenlak. De A-Kadett is nooit gebouwd met een vierdeurs carrosserie.

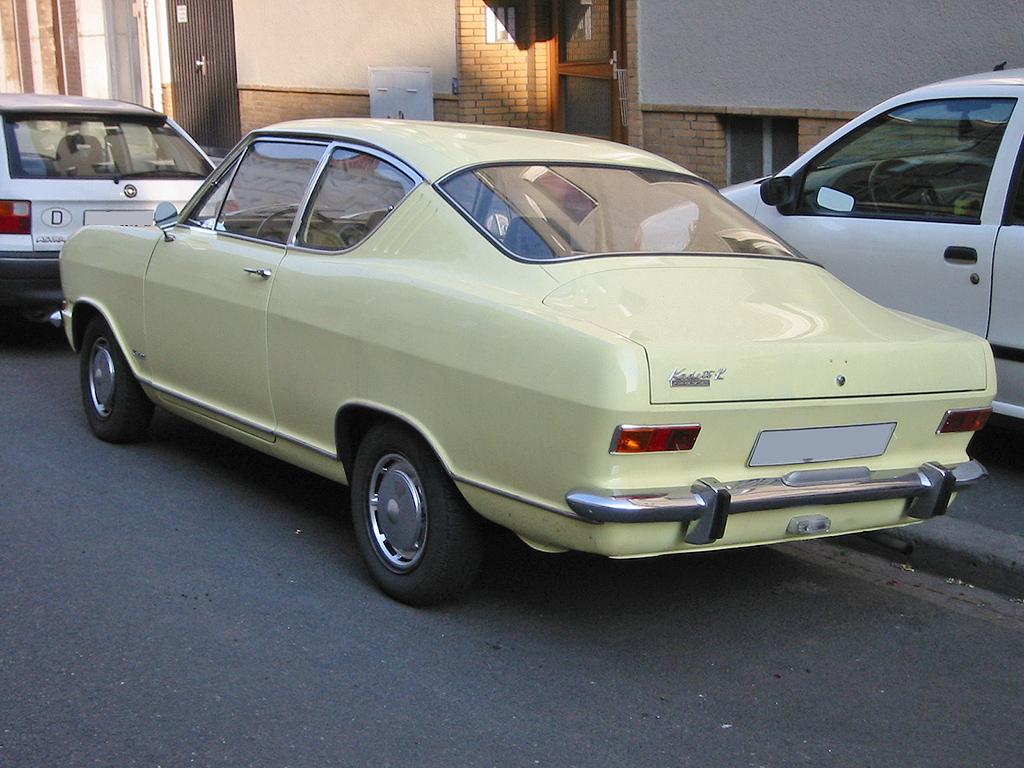
Kadett B Coupé

### Kadett B
Drie jaar na de introductie van de Kadett A volgde zijn opvolger. Zo'n korte looptijd is ietwat ongebruikelijk, maar Opel begreep dat ze met de Kadett B een succesverhaal in huis hadden, en dat heeft ze geen windeieren gelegd. Het B-type bleef tot juli 1973 in productie en behaalde een totaalproductie van 2,6 miljoen stuks.
In basis was de B een doorontwikkeling van zijn voorganger. De standaard motor was vergroot van 1000cc naar 1100 cc en leverde nu 45 (N) of 50 (S) pk. De carrosserie was een stuk ruimer geworden en het programma werd uitgebreid. Naast de tweedeurs coach en de vierdeurs sedan werd ook een twee- of vierdeurs coupé, de Kadett LS en een drie- of vijfdeurs stationwagen, de Caravan leverbaar. Met zo'n grote diversiteit was het duidelijk dat Opel de aanval had ingezet op de grootste concurrent in eigen land, Ford.
In 1968 voerde Opel enkele belangrijke wijzigingen door. De achteras kreeg schroefveren in plaats van bladveren, het dashboard kreeg een veiliger bekleding, de ventilatie werd verbeterd en er kwamen grotere achterlichten.
Later volgden nog enkele andere uitvoeringen. Zo waren de successen in de rally van Monte Carlo de aanleiding voor een rally-uitvoering met 60 pk (1100 SR-motor) of 90 pk (1900S-motor) aan boord. voor de klant met een wens naar meer luxe kon vanaf 1967 een Olympia-uitvoering geleverd worden. Aanvullend kwam er zelfs een F-coupé.
In 1968 opende GM haar transmissiefabriek in Straatsburg, zodat vanaf dat jaar een uitvoering met drietrapsautomaat kon worden besteld.
In 1971 werd de Kadett B voor de laatste maal gewijzigd. Het gehele interieur werd matzwart (men meende destijds dat dit de veiligheid ten goede kwam), de koolmonoxide-uitstoot werd verminderd, de gelijkstroomdynamo werd vervangen door een wisselstroomdynamo, het oliebadluchtfilter werd vervangen door een papieren filterelement en er kwam een uitvoering met 1200S-motor van 55 pk, de "Kadett 1.2".
De Opel 1500, 1700 en 1900 CIH-motoren zijn leverbaar geweest in de B-Kadett, maar deze zijn mondjesmaat besteld en nu dus zeldzaam.
De Opel GT is gebouwd op basis van de Opel Kadett B.

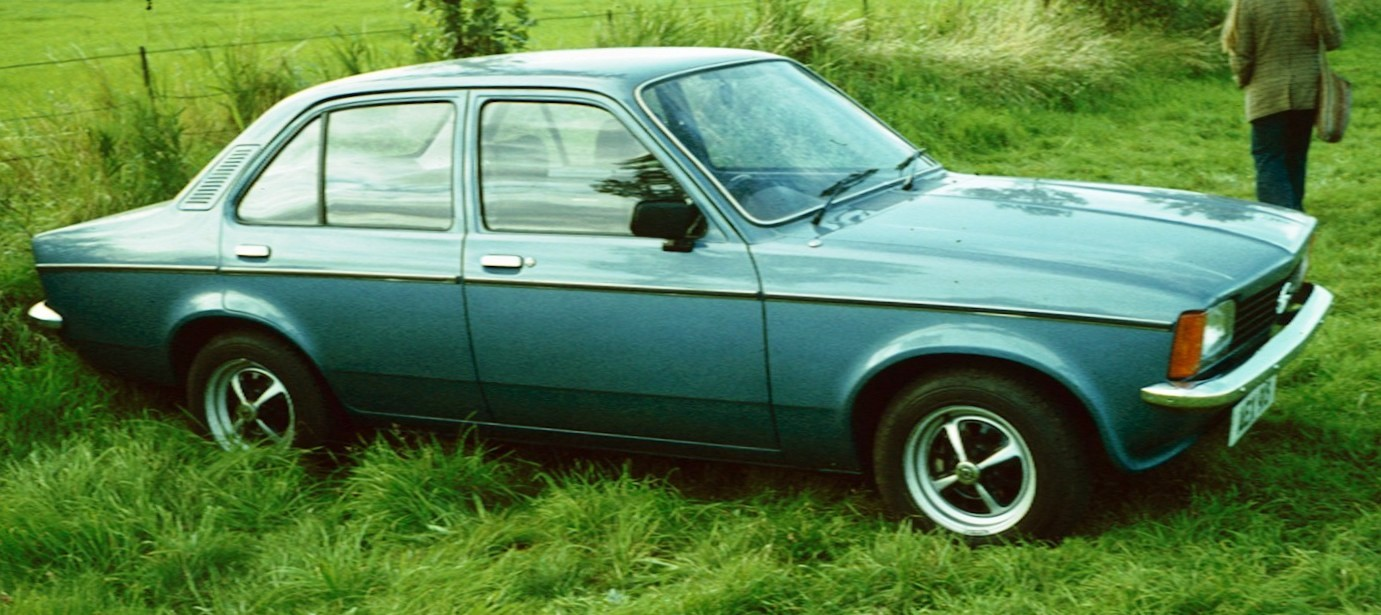
Kadett C2 Sedan

### Kadett C
Aanvankelijk was de Opel Ascona A (1971) bedoeld als opvolger van de Kadett B. Omdat Ford de Escort lanceerde, koos Opel ervoor om de ruimere Ascona als concurrent van de Ford Taunus tussen de Kadett en de Rekord te plaatsen en de nog altijd gewilde Kadett B nog even te handhaven. Bovendien wilde GM een nieuw concept lanceren: een basisauto die wereldwijd kon worden geproduceerd. Dit zou in 1973 resulteren in de Kadett C, de Vauxhall Chevette, de Chevrolet Chevette en de Isuzu Gemini. In augustus 1973 wordt op de 45e IAA in Frankfurt de nieuwe Kadett C tentoongesteld.
De techniek was vrijwel gelijk aan de Kadett B, al was de standaardmotor nu de 1200 cc-variant. Maar in de geest van die tijd was veel aandacht besteed aan passieve veiligheid: zo verhuisde de benzinetank naar een minder kwetsbare plaats, werd het dashboard geheel bekleed, waren er bevestigingspunten voor autogordels achterin en werden een gelaagde voorruit en radiaalbanden standaard.
Ook in de Kadett C waren sterkere motoren leverbaar: de 1600 en 1900 CIH-krachtbronnen van de Ascona/Rekord-serie. Voor de GTE werd de 1.9E (vanaf 1977 2.0E) L-Jetronic injectiemotor ingebouwd, die de lichte wagen een topsnelheid gaf van rond de 200 km/u.
De coupé GTE-versie was een succesvolle rally-auto en het is niet ongewoon om deze auto's tegenwoordig te zien in rally's voor klassieke auto's. De rally-versies van het Opel Euro Händler fabrieksteam hadden een 16v cilinderkop en hadden rond de 280 pk. Bekende rijders waren o.a. Walter Röhrl, Rauno Aaltonen, Anders Kulläng, Lars Carlsson en in Nederland Jan van der Marel en Man Bergsteyn.
Ook wordt de Kadett C weleens de laatste echte Kadett genoemd, dit omdat het de laatste versie was met achterwielaandrijving.
In mei 1975 wordt de Opel Kadett City op de markt gebracht - een klein en wendbaar stadsautootje met een hatchback.
In Duitsland ziet men ze dikwijls als winnaar van de Duitse Youngtimer-Races, en Berg-Cup.
Jaarlijks komen een driehonderdtal liefhebbers tezamen op een eendagstreffen in Kaiserslautern (D)
Het enig overgebleven Kadett C-treffen in Nederland wordt jaarlijks in het Noord-Limburgse georganiseerd door de Opel Kadett C Club Nederland.
De Kadett C bracht het totaal aan geproduceerde Kadetts sinds 1962 op bijna vijf miljoen, waarvan 1,7 miljoen "C's".

#### Uitvoeringen
De Opel Kadett C is geleverd in twee verschillende versies, namelijk de C1- en C2-uitvoering. De C1 was de oorspronkelijke uitvoering van de Opel Kadett C, uitgebracht in augustus 1973. De C2-uitvoering werd geïntroduceerd in mei 1977. Naast kleine verschillen in uitvoering van techniek en accessoires, treedt het verschil tussen de C1- en de C2-uitvoeringen voornamelijk alleen op in het uiterlijk.
Bij de C1-uitvoering kunnen we de volgende verschillen ontdekken met de C2-uitvoering:
1. Richtingaanwijzers bij C1 onder de bumper en bij C2 naast de koplampen
2. Opel-embleem bij C1 op de motorkap en bij C2 op de grille
3. Front van de motorkap bij de C1 is langer dan bij de C2
4. Grille van de C1 bestaat uit drie rijen - grille van de C2 bestaat uit vijf rijen

De wijzigingen hadden tot gevolg dat de voorste schermen, frontplaat en motorkap gewijzigd werden toen de C2 werd geïntroduceerd. De C2 had voor die tijd een modernere uitstraling.
- Aero C1, C2 (1,2 liter, 1,6 liter)
- Coupé, C1, C2, GTE, Rallye, S, SR (1,0 liter, 1,2 liter, 1,6 liter, 1,9 liter, 2,0 liter)
- City, C1, C2 een 3-deurs 'hatchback'(1,0 liter, 1,2 liter, 1,6 liter)
- Sedan, (twee- en vierdeurs) C1, C2, S, SR (1,0 liter, 1,2 liter, 1,6 liter)
- Caravan, C1, C2 een stationwagen. Leverbaar met dezelfde motoren als de City

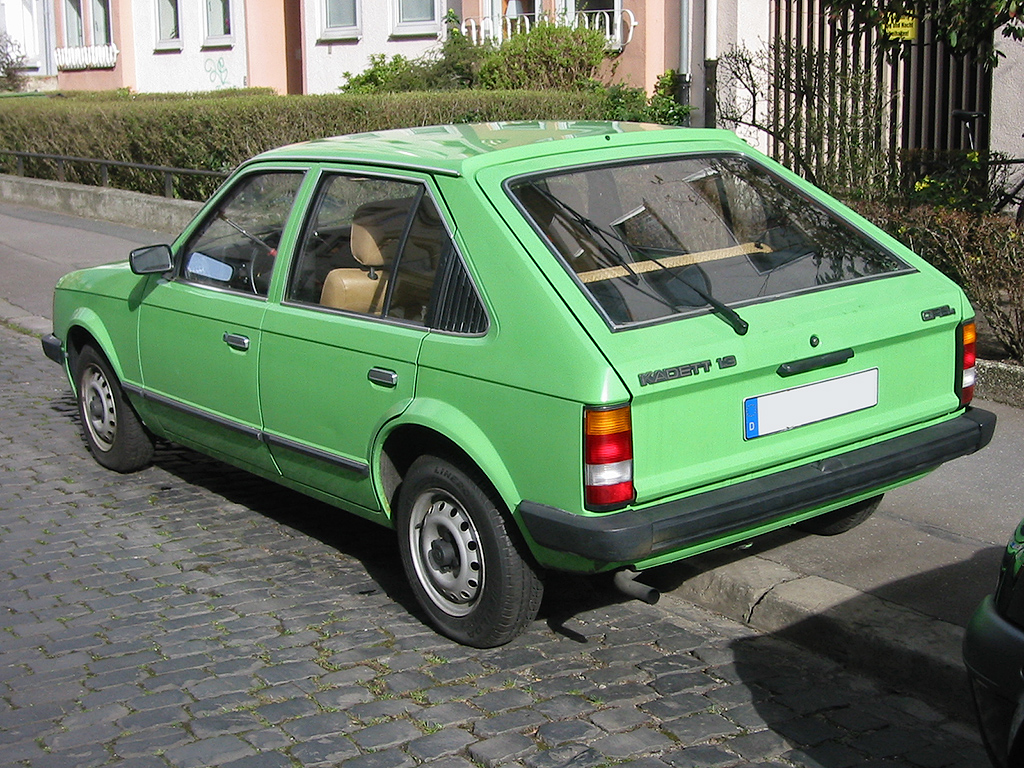
Kadett D Hatchback

### Kadett D
De in september 1979 geïntroduceerde Kadett D was een grote verandering ten opzichte van zijn voorgangers. Als eerste Opel werd in de Kadett D voorwielaandrijving toegepast. Het uiterlijk werd volledig opnieuw ontworpen, waarbij het hoekige karakter van de carrosserie erg opviel. Bij alle basisversies waren tot modeljaar 1983 de koplampen rond (met matzwarte achtergrond); alle overige uitvoeringen hadden rechthoekige lampen die aansloten op de knipperlichten. De D-Kadett werd in Groot-Brittannië verkocht als Vauxhall Astra en staat daar bekend als het MK I-type. De Kadett D staat op het GM T-platform, een wereldwijd voor verschillende ontwerpen gebruikt platform.
De carrosserievarianten waren de hatchback en de caravan (stationcar), beide zowel drie- als vijfdeurs. Ter opvolging van de Kadett C-sedan was er ook een twee- of vierdeurs sedanversie (het basismodel) van de Kadett D beschikbaar, alleen was deze uiterlijk nauwelijks te onderscheiden van de hatchback. Alleen de scharnieren van de kofferklep zaten lager, waardoor de achterruit normaal 'vast' in de carrosserie zat (hoedenplank bewoog natuurlijk ook niet mee). Net als bij de eerdere Kadetts gaf het typenummer de motorinhoud en de compressie aan, behalve bij de GTE (deze had een 1,8 liter injectiemotor van 115 pk). De Kadett-D was de eerste Kadett die met dieselmotor leverbaar werd: in 1981 verscheen de 1.6D (54 pk).
De zwakst gemotoriseerde Kadetts met 1.0N (40 pk) en 1.0S (48 pk) carburateurmotoren behoren tot de minst verkochte modellen en zijn derhalve nu erg schaars. De 1,0- en 1,2-litermotoren dateren nog van de allereerste Kadetts en stonden, hoewel ouderwets met stoterstangen en contactpuntjesontsteking, als uiterst betrouwbaar te boek; de 1,3- en 1,6-litermotoren waren nieuw ontwikkelde carburateurmotoren met bovenliggende nokkenas en elektronische ontsteking.
De GTE, het topmodel, was alleen in zwart, rood, zilver of wit leverbaar. Bestelde men een witte, dan werden de bumpers en aluminium velgen ook meegespoten. De GTE was verder herkenbaar aan een zwarte sticker met opschrift GTE/Kadett 1.8 Fuel Injection rondom de achterruit en een spoiler kit rondom, die in de kleur van de auto gespoten werd. De SR-uitvoering (met een 1.3 en 1.6-motor) was van nagenoeg dezelfde kit voorzien. Hij had alleen geen spoiler aan de achterzijde onderin en werd uitgevoerd in zwart kunststof. Wel had de SR een dakspoiler. Zowel de SR als de GTE beschikten over Recaro sportstoelen die speciaal voor deze Opel Kadett waren ontwikkeld.

### Kadett E

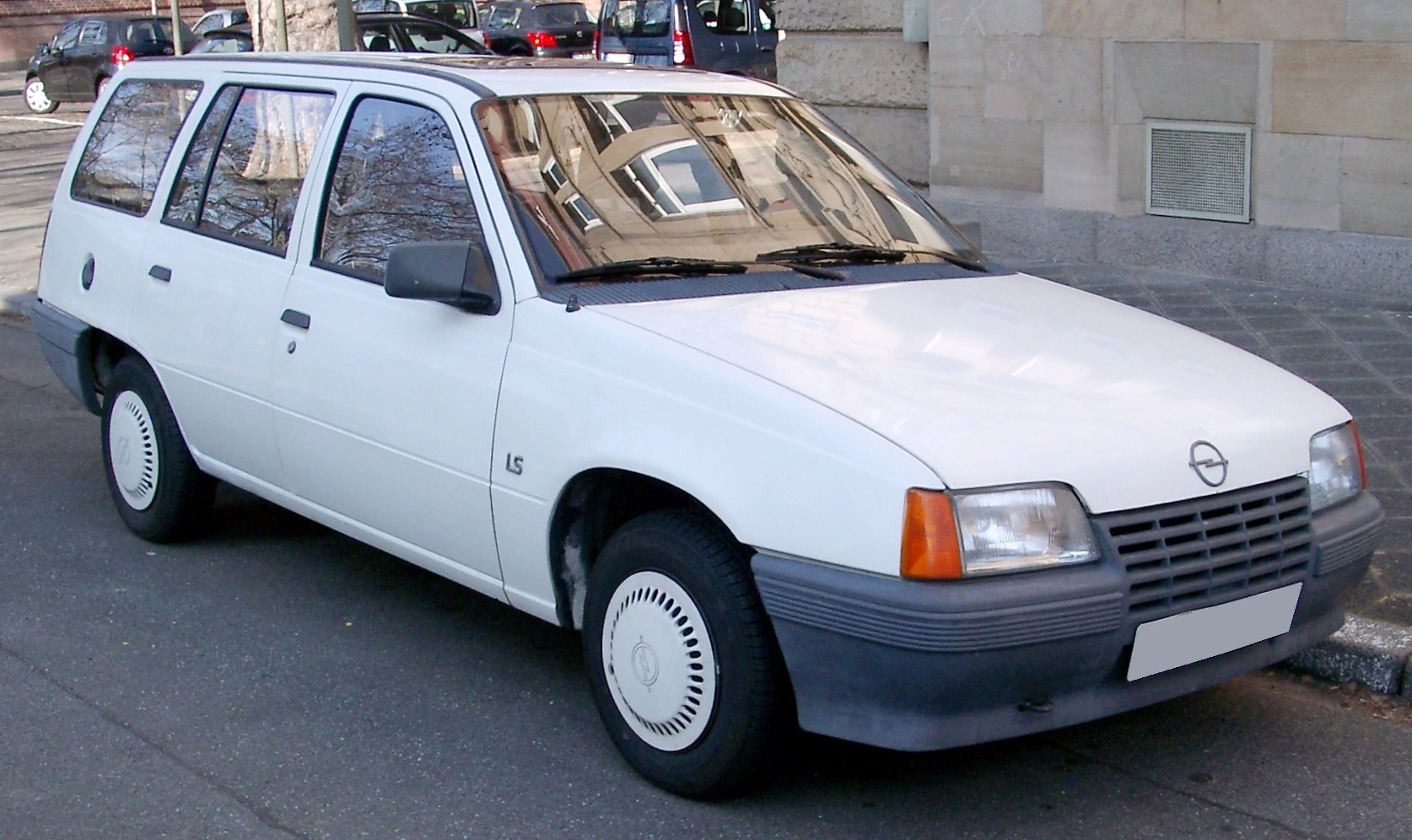
Kadett E Caravan

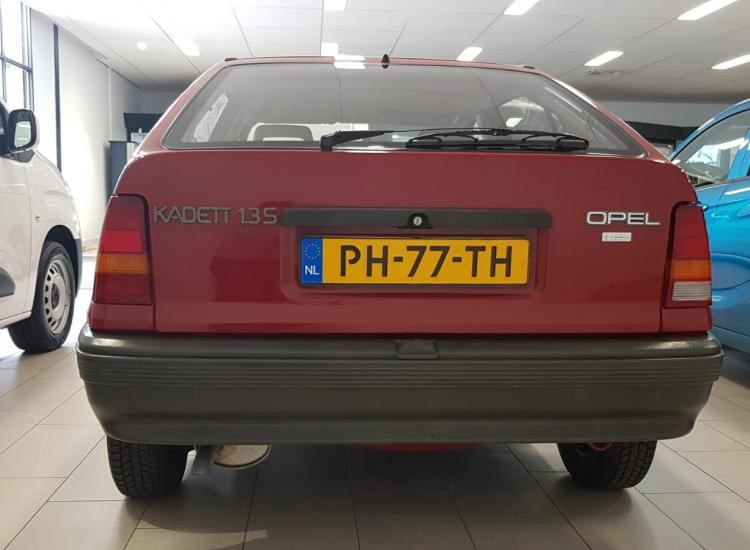
Opel Kadett E 1986

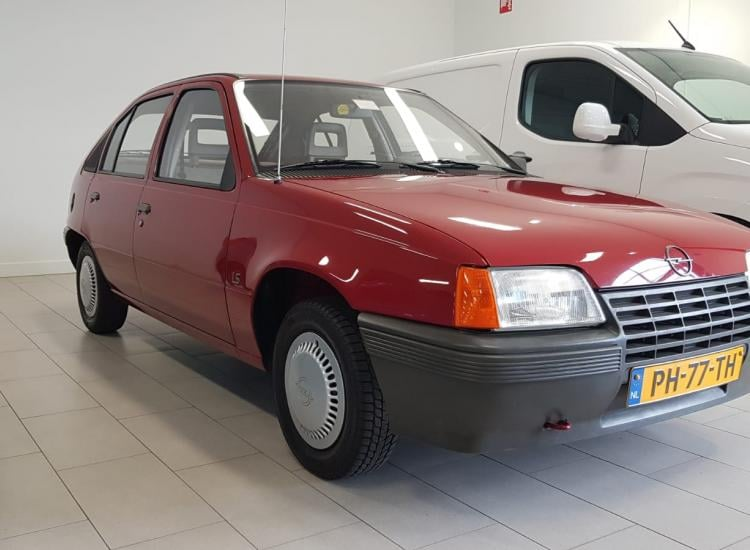

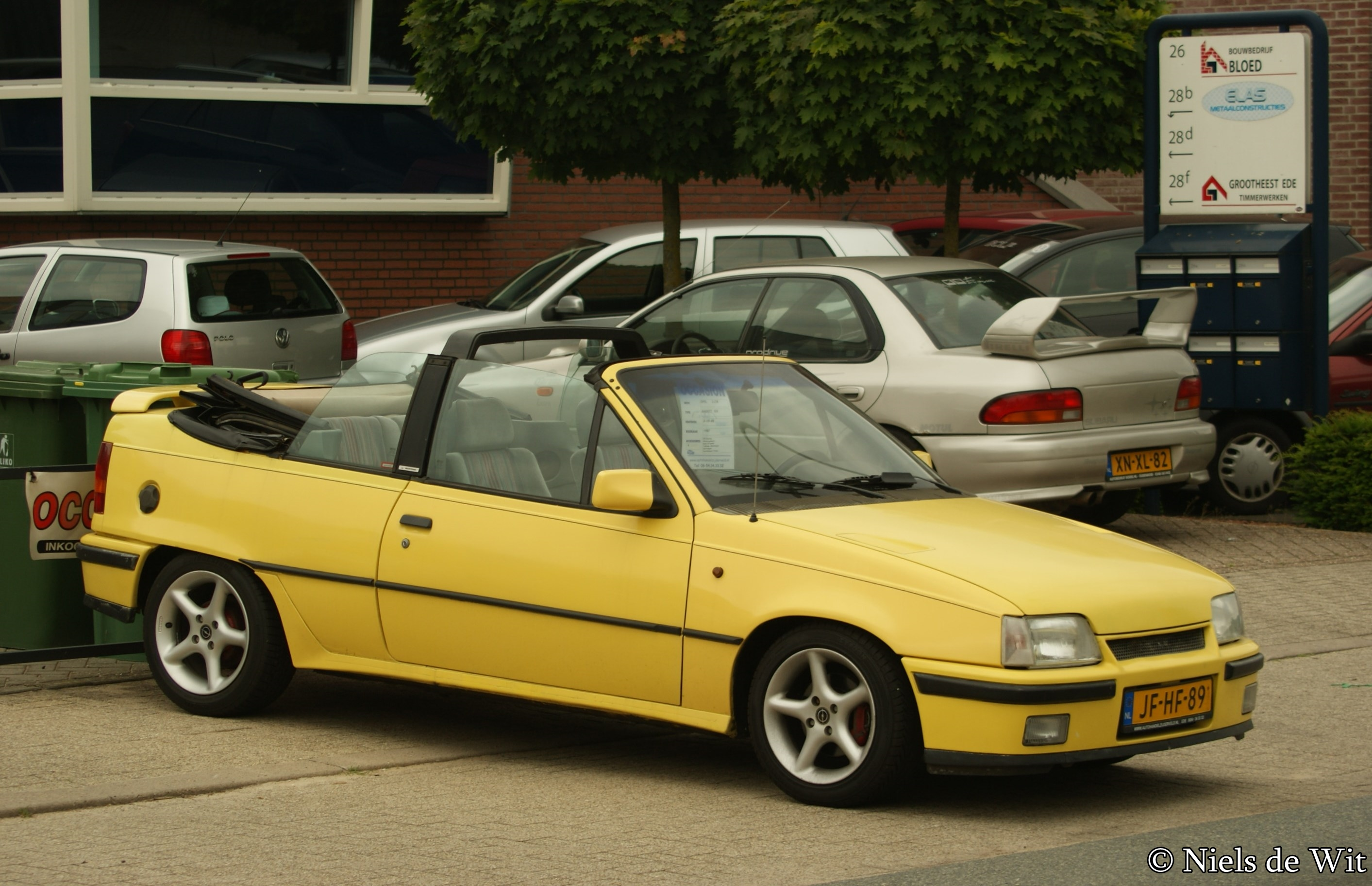
Opel Kadett E Cabrio 1987

De in september 1984 geïntroduceerde Kadett E was veel ronder vormgegeven dan zijn voorganger, vooral uit oogpunt van aerodynamica. De Kadett E was leverbaar als drie- of vijfdeurs hatchback, als drie- of vijfdeurs stationwagon (nog steeds als Caravan) en als vierdeurs sedan. Nieuw was de bestelwagenversie, de Kadett Combo. Het model werd in de Verenigde Staten verkocht als Pontiac LeMans en in Zuid-Afrika als Opel Monza. Ook de Kadett E staat op het T-platform. Tevens rijdt de Kadett in Brazilië rond als de Chevrolet Kadett, waarbij sommige modellen gewijzigde bumpertypes hebben.
De Kadett E was vanaf het begin leverbaar met een ruime keuze aan benzine carburateurmotoren en een dieselmotor: de 1.2S (55 pk), 1.3N (60 pk), 1.3S (75 pk), 1.6D (54 pk), 1.6S (85 pk), 1.8S (90 pk, carburateur) en de 1.8E GSi (115 pk benzine-injectie). In 1987 werd het injectiesysteem ook voor de 1.3 (60 pk), de 1.6 (75 pk) en de 1.8 (90 pk) leverbaar. Ook de driewegkatalysator werd gemeengoed voor de Kadett. De GSi kreeg in 1986 een nieuwe tweelitermotor die in twee uitvoeringen werd uitgebracht, een die 116 pk (met katalysator) leverde en een met 129 pk (zonder katalysator). Later werd ook een 2.0 liter 16-kleppenversie geleverd die 150 pk opbracht (zonder katalysator was dit zelfs 156 pk).
De Kadett E werd in 1985 verkozen tot Auto van het Jaar, vooral vanwege zijn moderne aerodynamische carrosserie.
In september 1988 werd de E-Kadett gefacelift, waarbij vooral de voorbumper, voorgrille, emblemen en het interieur gewijzigd werden. Dat laatste was zichtbaar door onder meer nieuwe stoelen, een iets gewijzigd dashboard en het gebruik van iets luxueuzere materialen. De dieselversie ging van een 1,6-liter diesel met 54 pk naar een 1,7-liter diesel met 57 pk en ook werd de 1,5-liter turbodiesel van Isuzu (met 68 pk) leverbaar. In die tijd verschenen er naast de GL en de GLS diverse actiemodellen, zoals de Life, Expression, Frisco, Dream, Beauty en Champion. De Champion was van oorsprong een GSi, maar met meer luxe als Recaro-stoelen en lederen bekleding. De overige actiemodellen waren gebaseerd op 'normale' uitvoeringen, waarbij vooral uiterlijkheden werden opgewaardeerd (zoals bekleding en wieluitvoeringen).
Ook in de rallysport was de Kadett E GSi en GSi 16v zeer succesvol. Zo reden Paul Maaskant, Hans Stacey, Erwin Doctor en Maurice Bergsteyn het Internationaal Open Nederlands Rallykampioenschap en werden de rijders Erwin Doctor en Theo Badenberg in de Kadett E GSi 16v van het Opel Dealer Team Holland, in 1991 en 1992 tweede.
Carrosseriebouwer Bertone bouwde van 1987 tot 1993 een cabrioletuitvoering van de Kadett E. Deze was leverbaar met een 1.6i-motor (met 75 pk) of een 2.0i-motor (116 pk). In het begin had de 1.6 de bumpers van de normale Kadett en de 2.0i was leverbaar als GSi; later kreeg ook de 1.6 de GSi-bumpers en gingen ze als Edition door het leven.
Eind juli 1991 viel het doek voor de Kadett E en tevens voor de modelnaam Kadett. De opvolger kreeg de naam waaronder de Vauxhall-versie al jaren verkocht was: de Astra. Wel werd de Kadett E in aangepaste vorm nog van 1995 tot 1998 doorgeproduceerd door GM-dochter Daewoo als Daewoo Nexia, of door Brazilië door General Motors do Brasil als Chevrolet Kadett tot 1998. Alleen de cabrioversie werd nog tot 1993 gebouwd. De normale modellen stopten de productie 2 jaar eerder, in 1991.

## Wetenswaardigheden
- In de Afrika-special van Top Gear, waarin Botswana doorkruist werd, reed Richard Hammond in een Zuid-Afrikaanse Kadett-A. Hij raakte zo gehecht aan de auto, dat hij deze een naam gaf (Oliver) en meenam vanuit Afrika naar het Verenigd Koninkrijk, waar hij hem liet restaureren.
- De Kadett E is onder veel verschillende namen verkocht, o.a. de merknamen Pontiac, Geo, Vauxhall, Bedford. Typenamen waren o.a. Monza, Astra, Astravan, Nexia, LeMans e.d.[5]
- In de Vlaamse tv-serie Eigen Kweek speelt een oranje Opel Kadett C coupé uit 1976 een prominente rol.